# Сибенхар, Виллем
Виллем Сибенхар (нидерл. Willem Siebenhaar, Dutch pronunciation: [ˈʋɪləm ˈsibənɦaːr]; 28 июля 1863, Гаага — 29 декабря 1936, Литтлхэмптон) — голландский, британский и австралийский писатель

, поэт, переводчик, шахматист и общественный деятель.

## Биография
В. Сибенхар в 1882 г. окончил Делфтский технический университет. Во время учебы в университете он увлекся идеями Ф. Домелы Ньивенхёйса.
В 1884 г. Сибенхар уехал в Англию, где несколько лет работал учителем.
В 1891 г. он уехал в Австралию. Жил в Перте. Работал в Пертской средней школе (ныне школа Хэйла).
В 1895 г. Сибенхар поступил на государственную службу. Был членом редколлегии издания «Западноавстралийский ежегодник». Позже он работал государственным статистиком и генеральным регистратором.
В 1895 г. Сибенхар начал переводить на английский язык книгу мореплавателя Франсиско Пелсарта «Несчастливое путешествие корабля „Батавия“» (нидерл. Ongeluckige voyagie van't schip Batavia). В 1897 г. этот перевод был издан под названием «The Abrolhos Tragedy». С того времени никто больше не осуществлял перевод этой книги на английский. Австралийская журналистка Генриэтта Дрейк-Брокман позже писала, что эта книга «вызвала интерес, который в конечном итоге распространился по всей Австралии и никогда полностью не увядал».
В 1910 г. Сибенхар основал литературный журнал «Leeuwin» и был его соредактором вместе с А. Чандлером и А. Плэйтом. Всего вышло 6 выпусков этого журнала, однако видный литературный критик А. Дж. Стивенс неоднократно упоминал об этом издании в своей книге «The Manly Poetry of Western Australia».
В том же году в Лондоне был опубликован лирический роман в стихах «Доротея», получивший среди современников неоднозначную репутацию.
Через 2 года Сибенхар проходил курс лечения в Англии. В это время он женился на Лилии Брюс Диксон. Есть сведения, что тогда же Сибенхар общался с известным русским анархистом П. А. Кропоткиным.
В 1913 г. Сибенхар снова уехал в Австралию. С этого времени он стал активно участвовать в работе различных общественных движений, в частности, он выступал за введение избирательного права для женщин и против призыва на военную службу. За свою деятельность Сибенхар в 1916 г. был обвинен в связи с радикальной профсоюзной организацией «Индустриальные рабочие мира» и уволен с государственной службы.
Сибенхар агитировал за освобождение австралийского профсоюзного активиста Монти Миллера. В 1919 г. вместе с А. Чандлером Сибенхар опубликовал сборник «Дозорные сонеты» (англ. Sentinel Sonnets), посвященный Миллеру.
В конце 1910-х гг. Сибенхар собрал значительный объем материала для книги Дж. Бэтти об истории Западной Австралии («Western Australia: a history from its discovery to the inauguration of the Commonwealth»). В эти же годы он часто публиковал различные статьи в духе взглядов Теософского общества, членом которого он являлся. Тогда же Сибенхар написал цикл полемических стихотворений в рамках своей творческой дискуссией с поэтом Э. Мёрфи.
В 1924 г. Сибенхар вернулся в Англию. Он жил в Финдоне (Западный Суссекс) и продолжал заниматься литературной деятельностью. В 1927 г. он перевел на английский язык роман голландского писателя Э. Доувеса Деккера «Макс Хавелар» (нидерл. Max Havelaar). Предисловие к этому изданию написал известный писатель Д. Г. Лоуренс, который состоял с Сибенхаром в дружеских отношениях. Вероятно, Сибенхар является прототипом активиста Вилли Струтерса в романе Лоуренса «Кенгуру».
В 1936 г. Сибенхар был сбит автомобилем и через некоторое время скончался.

## Шахматная деятельность
В молодости увлекался шахматами (умел играть с 15 лет). Был достаточно сильным игроком. В 1884 г. участвовал в 12-м турнире Нидерландской шахматной ассоциации. В этом турнире также участвовали 5 шахматистов, входивших в элиту голландских шахмат тех лет. Сибенхар занял 6-е место с результатом 1 очко из 10. После эмиграции в Австралию стал чемпионом штата Западная Австралия (после победы в матче с Э. Хэком). Вел шахматную колонку в газете «Western Mail».